# سفينة شحن ذاتية الحركة
سفن الشحن ذاتية الحركة ، والمعروفة أيضًا باسم سفن الحاويات المستقلة أو السفن السطحية البحرية المستقلة (MASS) ، هي سفن بدون طاقم تنقل إما حاويات أو شحنات سائبة فوق المياه الصالحة للملاحة مع القليل من التفاعل البشري أو بدونه. و يمكن تحقيق طرق ومستويات مختلفة من الاستقلالية من خلال المراقبة والتحكم عن بعد من سفينة مأهولة قريبة ، أو مركز تحكم على الشاطئ أو من خلال الذكاء الاصطناعي والتعلم الآلي ، مما يسمح للسفينة نفسها بتحديد مسار العمل.
اعتبارًا من عام 2019 ، كان هناك العديد من مشاريع سفن الشحن المستقلة قيد التطوير ، ومن أبرزها بناء  "ام في يارا بيركلاند MV Yara Birkeland " ، التي كان من المقرر مبدئيًا أن تدخل التجارب في عام 2019 وفي عمليات التشغيل في 2020.
في روسيا ، بدأت مجموعة من الشركات مشروع تجريبي للملاحة الذاتية والبعيدة تحت مظلة جمعية الصناعة المسماة MARINET ، و في إطار المشروع ، تم تجهيز ثلاث سفن حالية للتحكم عن بعد وقادرة على العمل في " وضع التحكم عن بعد" عند القيام برحلاتهم التجارية الفعلية. كما ان شركات الشحن العاملة في منطقة البحيرات العظمى تسعى بنشاط إلى هذه التكنولوجيا بالشراكة مع العديد من شركات التكنولوجيا البحرية.
و اعتبارًا من عام 2020 ، أبلغت اليابان المنظمة البحرية الدولية" International Maritime Organization - IMO " بأول تجربة للسفينة السطحية المستقلة MASS مع شركة سفينة شحن السيارات المسماة Iris Leader ، 
وكذلك أعلنت فرنسا عن تجارب لسفينة "VN REBEL" ،  التجارية التي يبلغ طولها 80 مترًا والمتمركزة في ميناء تولون ، والتي تم التحكم فيها عن بُعد من مدرسة البوليتكنيك في منطقة باريس.
كما أعلنت الصين عن التجارب التي أُجريت على متن السفينة "Jin Dou Yun 0 Hao" ،  التي يبلغ طولها 12.9 مترًا والتي تعمل بتقنية الملاحة الأوتوماتيكية والتحكم عن بعد ، ويتم تشغيلها من محطة كهربائية.
في عام 2021 ، أجرت الشركات الروسية تجارب لأنظمة الملاحة المستقلة خلال 28 رحلة تجارية .
وبسبب النتائج الواعدة التي تحققت ، سمحت السلطات البحرية الروسية لأي شركة شحن بتجهيز سفنها التي ترفع علم روسيا بأنظمة ملاحة مستقلة وتشغيلها في أنشطتها العادية كجزء من التجربة الوطنية ، مع مراعاة بعض الشروط.
يُنظر إلى سفن الشحن المستقلة ( ذاتية الحركة ) من قبل البعض في صناعة الشحن على أنها الخطوة المنطقية التالية في الشحن البحري ، مع الإشارة إلى الاتجاه العام لأتمتة المهام وتقليل أطقم السفن على متن السفن.
في عام 2016 ، صرح أوسكار ليفاندر ، نائب الرئيس للابتكار البحري في رولز-رويس بقوله : "هذا يحدث، إنه ليس قول إذا ، بل إنه اصبح قول متى، فالتقنيات اللازمة لجعل السفن البعيدة والمستقلة حقيقة واقعة. . . اننا سنرى سفينة يتم التحكم فيها عن بعد قيد الاستخدام التجاري بحلول نهاية العقد. " 
بقي الآخرون أكثر تشككًا ، مثل الرئيس التنفيذي لأكبر شركة شحن في العالم ، سورين سكو من شركة ميرسك الذي اعلن أنه لا يرى مزايا لإزالة الطواقم البشرية و التي تم تقليص حجمها بالفعل من السفن ، مضيفًا: "لا أتوقع أننا سنسمح لها بالإبحار بسفن حاويات يبلغ طولها 400 متر ووزنها 200 ألف طن دون وجود أي بشر على متنها [...] لا أعتقد أنها ستبحر بكفاءة ، انها لن تتم في فترتي بالشركة ".
يُنظر إلى التحديات التنظيمية والسلامة والقانونية والأمنية على أنها أكبر العقبات التي تحول دون جعل سفن الشحن المستقلة حقيقة واقعة.

## تعريف
اقترحت لجنة السلامة البحرية في المنظمة البحرية الدولية (IMO) تعريفًا أوليًا للسفن المستقلة باعتبارها السفن السطحية البحرية المستقلة (MASS) والتي تتضمن درجات الاستقلالية التي تمكن السفينة من العمل بشكل مستقل عن التفاعل البشري:
- الدرجة الأولى- السفن مع العمليات الآلية ودعم القرار: البحارة موجودون على ظهر السفينة لتشغيل أنظمة ووظائف السفن والتحكم فيها. قد تكون بعض العمليات مؤتمتة وفي بعض الأحيان تكون غير خاضعة للإشراف ولكن مع وجود بحارة على متن السفينة على استعداد لتولي السيطرة.
- الدرجة الثانية- سفينة يتم التحكم فيها عن بعد وعلى متنها بحارة: يتم التحكم في السفينة وتشغيلها من موقع آخر مع تواجد البحارة على متن السفينة لتولي السيطرة وتشغيل أنظمة ووظائف السفن.
- الدرجة الثالثة- سفينة يتم التحكم فيها عن بعد دون وجود بحارة على متنها: يتم التحكم في السفينة وتشغيلها من موقع آخر، ولا يوجد بحارة على متن السفينة.
- الدرجة الرابعة- سفينة مستقلة بالكامل: نظام تشغيل السفينة قادر على اتخاذ القرارات وتحديد الإجراءات بنفسه.

## المفاهيم
اقترح باحثون من جامعة ترومسو مفاهيم مختلفة حول كيفية تنظيم الإبحار شبه المستقل والمستقل تمامًا.
يتصور نظام " رئيسي وتابع Master-Slave " استخدام سفينة تسمى "رئيسية" واحدة مأهولة للتنسيق والإشراف على مجموعة من سفن مستقلة تسمى "تابعة" غير مأهولة بالبشر، و سيكون الموظفون ذوو التدريب البحري والهندسي وتكنولوجيا المعلومات والاتصالات التقليديين حاضرين للتعامل مع الأحداث المفاجئة مثل انقطاع الاتصالات أو الحريق أو عملية البحث والإنقاذ.
أما النظام الثاني " القائد على البر Captain on Land" يتصور السفن التي يمكن مراقبتها والإبحار بها من خلال طاقم مدرب متواجد في مركز القيادة على البر (الشاطئ) ، و سوف تساعد التكنولوجيا السمعية والبصرية ذلك الطاقم في التعرف على الظروف المحيطة بالسفينة . سيسمح للسفينة بأن تكون مستقلة تمامًا في المناطق ذات حركة المرور المنخفضة ، ولكن يمكن التحكم فيها من مركز القيادة في المناطق ذات الازدحام الشديد مثل قناة السويس (بمصر ) أو مضيق ملقا (بماليزيا ) .
أما النظام الثالث " العمليات المستقلة بالكامل " سيسمح للسفينة بالإبحار دون أي تدخل بشري ، وجمع المعلومات والبيانات من المناطق المحيطة بها واتخاذ قرار بناءً عليها، و يمكنه أيضًا إرسال واستقبال البيانات الملاحية و الموقعية من السفن المستقلة الأخرى المشابهة الى نظام تجنب الاصطدام المحمول جواً ، مما يسمح له باتخاذ إجراءات آمنة إذا لزم الأمر.
وقد قدمت رابطة الصناعة المسماة MARINET نهجًا يعتمد على مبدأ التكافؤ الوظيفي الكامل ، و يشير المبدأ إلى أن الوظائف المحددة للطاقم على متن السفينة من خلال اللوائح البحرية الحالية يجب أن يتم تنفيذها تلقائيًا وتحت التحكم عن بعد ، أي إنه يسمح بالأتمتة التدريجية للسفينة ، وأتمتة الوظائف واحدة تلو الأخرى وبامتداد كامل.

## التقنيات
تحقق سفن الحاويات المستقلة الاستقلال الذاتي من خلال استخدام التقنيات الموجودة بالمثل في السيارات ذاتية القيادة والطيارين الآليين ، حيث توفر المستشعرات البيانات بمساعدة كاميرات الأشعة تحت الحمراء وكاميرات الطيف المرئي المكملة بالرادار والسونار والليدار ونظام تحديد المواقع العالمي GPS ونظام AIS والتي بدورها ستكون قادرة على توفير البيانات للاستخدام الملاحي.
وستساعد البيانات الأخرى مثل بيانات الأرصاد الجوية وأنظمة الملاحة في أعماق البحار والمرور من المواقع البرية السفينة في رسم مسار آمن، و ستتم معالجة البيانات بعد ذلك بواسطة أنظمة ذكاء اصطناعي إما على متن السفينة نفسها أو في موقع على الشاطئ ، مما يقترح المسار الأمثل ونمط القرار.
تتم معالجة البيانات الواردة من المستشعرات المذكورة أعلاه بواسطة عدة أنظمة ، أي نظام الملاحة المستقل ، ونظام المراقبة والتحليل البصري ، ونظام التحكم في الحركة المنسق ، وأدوات التحكم في المحرك ، وأنظمة المراقبة الفنية ، والواجهات البشرية (محطة التحكم عن بعد والواجهات على متن الناقلة).

## الفوائد المحتملة

### السلامة التشغيلية
وفقًا لدراسة أجرتها شركة Allianz في عام 2018 ، تشير التقديرات إلى أن ما بين 75٪ و 96٪ من الحوادث المتعلقة بالبحار ناتجة عن خطأ بشري مثل إجهاد الموظف وأخطاء الحكم الشخصي والإهمال وعدم كفاية التدريب، و تسبب الخطأ البشري في سقوط 2712 ضحية تم الإبلاغ عنها في عام 2018 و بتكلفة 1.6 مليار دولار في الخسائر من 2011 إلى 2016 مع سفن الشحن التي تمثل 56 ٪ من جميع السفن المفقودة.
ويُقدر العمل على سطح السفينة ، على سبيل المثال أثناء عمليات الإرساء ، بأنه أكثر خطورة من 5 إلى 16 مرة من الوظائف على الشاطئ. ويجادل العديد من المتخصصين بأنه من خلال إدخال سفن مستقلة وشبه مستقلة تمامًا ، سيقلل ذلك من عدد وشدة هذه الحوادث بسبب نقص الطاقم على متن الحاملة والأداء الأفضل الذي تقدمه تلك الأنظمة المستقلة.

### تخفيض التكاليف
وفقًا لدراسة أجرتها الجامعة التقنية في الدنمارك ، تشير التقديرات إلى أن تكاليف أفراد الطاقم على متن السفينة في شكل رواتب وتأمينات ومخصصات على متن السفينة تبلغ حوالي مليون كرونة دانمركية أو 150 ألف دولار سنويًا ،  مع حساب تكاليف الطاقم عادةً لحوالي 20-30٪ من التكلفة الإجمالية لرحلة سفن الشحن.
لذا يمكن للسفن شبه المستقلة أو المستقلة بالكامل تقليل هذه التكاليف والقضاء عليها ، مما يخلق حافزًا لشركات الشحن التي تسعى جاهدة لخفض التكلفة في سوق تنافسية بشكل متزايد.
ومع ذلك ، قد تزيد السفن المستقلة من التكاليف البرية في شكل استثمارات مقدمة كبيرة وصيانة مراكز التحكم والعمليات وأجهزة الاستشعار وخوادم البيانات وأصول الاتصالات مثل الأقمار الصناعية ذات النطاق الترددي العالي.

### كفاءة الطاقة والأثر البيئي
ستسمح إزالة الأطقم البشرية ببناء السفن بدون مرافق السفن اللازمة للتشغيل البشري مثل الجسر أو لعيش الإنسان مثل أماكن النوم والسباكة وقاعة الطعام والأسلاك الكهربائية ، مما يقلل الوزن ويزيد الموثوقية. سيسمح ذلك ببناء السفن المستقلة بشكل أخف وزنا واستخدام أقل من حجمها للطاقم ، مما يقلل من استهلاك الوقود والأثر البيئي.

### القرصنة
جادلت شركة Rolls-Royce بأن أنشطة القرصنة ذات التقنية المنخفضة التي تستهدف السفن وأطقمها ستنخفض نتيجة أن السفن ستصبح مستقلة التشغيل ، حيث يمكن بناء السفن بحيث يصعب الصعود على متنها ، مع عدم توفير إمكانية الوصول إلى البضائع والضوابط بشكل يدوي.
وفي حالة وقوع حادث قرصنة ، يمكن لمراكز التحكم شل حركة السفينة أو جعلها تبحر في مسار معين حتى تتمكن السلطات البحرية من الوصول إليها وفي هذه الحالة ستكون سفن الشحن هذه أهدافا أقل للقراصنة وخاصة لعدم وجود طاقم بشري عليها يحتجزه القراصنة كرهائن للحصول على فدية .

## التحديات المحتملة

### مصداقية
تتكون معظم الطواقم الموجودة على متن سفن الشحن التجارية بشكل أساسي من ضباط الملاحة وأطقم المحركات الذين يقومون بصيانة آلات دفع السفينة والآلات المساعدة ومولدات الكهرباء والفواصل والمضخات ونظام التبريد.
غالبًا ما تكون هذه الأنظمة معقدة للغاية وتتطلب صيانة منتظمة.
لذا يُنظر إلى زيادة التكرار على أنه الحل ، إما من خلال وجود نظامين للمحرك أو باستخدام طرق دفع مختلفة تحتوي على أجزاء متحركة أقل مثل الكهرباء على سفينة "ام في يارا بيركلاند" .

### الأنظمة واللوائح
يُنظر إلى اللوائح الدولية على أنه أحد أكبر التحديات التي تواجه السفن المستقلة. فتتطلب القاعدة( المادة ) رقم 5 في اللوائح الدولية لمنع الاصطدامات في البحر (COLREG) أن يكون هناك حراسة موجودة لتجنب الاصطدامات وتتطلب الاتفاقية الدولية لسلامة الأرواح في البحر (SOLAS) أن تكون السفن قادرة على المساعدة في البحث و عمليات الإنقاذ ، مثل التقاط الناجين في حالة غرق سفينة ، وبدون أي عناصر بشرية على متن السفن مستقلة سيكون من الصعب الامتثال لهذه اللوائح.
وقد بدأت المنظمة البحرية الدولية IMO العمل على مراجعة أجزاء الأبحاث التي تؤثر على تطوير الشحن المستقل ،  ومع ذلك يجادل البعض بأن العمل يسير بطيئًا للغاية مع التقدم في تجهيز واستعداد السفن المستقلة للانطلاق بالفعل.
اعتبارًا من عام 2021 ، أجرت لجنة السلامة البحرية ، واللجنة القانونية ، ولجنة التيسير ، ولجنة حماية البيئة البحرية التابعة للمنظمة البحرية الدولية ، تمرين لاستخدام النطاق التنظيمي في السفن السطحية المستقلة MASS.
هناك دول قامت بالفعل بتطوير وتنفيذ لوائحها الوطنية الخاصة بـ MASS. من بينها الاتحاد الروسي الذي اعتمد المرسوم الحكومي رقم 2031 ، "بشأن إجراء تجارب السفن المستقلة التي ترفع علم دولة الاتحاد الروسي" ،  وكذلك مرسوم "إرشادات بشأن تطبيق اللوائح الدولية لمنع الاصطدامات في البحر COLREG على السفن الذاتية MASS" ،  كما تم تطوير القانون الاتحادي بشأن العلاقة القانونية الناشئة عن استخدام السفن المستقلة.

### الأمن السيبراني (الإلكتروني)
أصبحت الهجمات الإلكترونية تهديدًا متزايدًا في الشحن البحري ، حيث تمكن المتسللون من اختراق أنظمة مثل AIS ، باستخدام أجهزة تشويش رخيصة لخداع إشارات GPS واختراق خوادم محطات الحاويات من أجل الحصول على بيانات الشحن. تعرضت الصناعة البحرية لانتقادات لعدم قدرتها على مواكبة الابتكارات التكنولوجية ، حيث تخلفت عن الصناعات الأخرى من 10 إلى 20 عامًا وتترك شبكات الكمبيوتر غير آمنة ومفتوحة للتطفل من قبل اتباع الجريمة المنظمة والجهات الفاعلة.
نظرًا لزيادة الاعتماد على تكنولوجيا المعلومات والاتصالات في السفن شبه المستقلة والكاملة ، يصبح الأمن السيبراني مشكلة أكثر خطورة تحتاج الشركات إلى معالجتها. فقد تتعرض الضوابط والبيانات على متن السفينة للخطر وتكون عرضة للهجمات السيبرانية لأن السفن المستقلة تتطلب اتصالاً مستمراً للسماح بالمراقبة والتحكم ، ويمكن أن يؤدي تعقيد تصميم سفينة بمكونات مختلفة من مزودين مختلفين إلى صعوبة اكتشاف الهجمات الإلكترونية وإيقافها، وإذا تعرضت سفينة مستقلة لهجوم إلكتروني ، فقد تصبح استعادة السيطرة على السفينة أمرًا صعبًا بسبب عدم وجود طاقم على متنها يمكنه التحكم يدويًا.
وقد تم اقتراح أنظمة محددة وتقييمات للمخاطر للسفن المستقلة من أجل معالجة هذه المشكلة.
مشكلة أخرى هي أنه بسبب زيادة نقل البيانات اللازمة لإرسالها ذهابًا وإيابًا بين السفن ومراكز القيادة البرية ، فإنها تزيد من فرص "إغراق البيانات" ، حيث سيتم إنتاج كميات هائلة من البيانات الخام ونقلها. لتحقيق استخدام أكثر كفاءة لسعة التخزين والاتصال ، هناك حاجة لخطط المعالجة المسبقة والضغط الذكية من أجل تقليل فرص "إغراق البيانات".

### مخاوف تتعلق بالسلامة على التنفيذ
قد تعمل السفن المستقلة على تحسين السلامة عن طريق تقليل الأخطاء البشرية على المدى الطويل ،  ولكن خلال مرحلة انتقالية طويلة إلى السفن المستقلة ، ستعمل هذه السفن جنبًا إلى جنب مع السفن التي يقودها البشر. كيف سيتفاعل هؤلاء مع بعضهم البعض قد يؤدي ذلك الى صعوبة الموقف ، فيما يتعلق بمن يتصرف إذا كانت السفن في مسار تصادم أو كيف قد تتفاعل السفن الأصغر مثل سفن الصيد منخفضة التقنية مع السفن المستقلة.

### المسؤولية والقضايا القانونية
إذا وقع حادث مع سفينة مستقلة ، فإن معرفة من سيكون مسؤولا يخلق تحديا صعبا ، حيث قد تكون العديد من الأطراف مثل الشركة أو مزود البرامج أو مزود الأجهزة أو محطات المراقبة البرية على خطأ.
تاريخيا ، يفترض أن يكون القبطان في القيادة العامة للسفينة هو أول من يخضع للتدقيق إذا حدث أي شيء.
بدون قائد واضح مسؤول ، فإن دور التنظيم الدولي هو تحديد المسؤول النهائي عن أي حوادث تتعلق بالسفن المستقلة.

## أنظر أيضا
- مركبة سطحية بدون طيار
- MV يارا بيركلاند